# Vincenzo Carbone (magistrato)
Vincenzo Carbone (Napoli, 12 luglio 1935 – Roma, 3 agosto 2022) è stato un magistrato e giurista italiano, Primo Presidente della Corte Suprema di Cassazione dal 24 luglio 2007 al 12 luglio 2010.
Autore di numerosi saggi tra i quali si segnalano il primo commentario della Costituzione italiana, gli studi sulle notificazioni e le impugnazioni, nonché l'attiva partecipazione alla Direzione scientifica della rivista Il Corriere giuridico.
Due volte in commissione di riforma del codice di procedura civile, dal 1981 al 1986 consigliere del Csm.

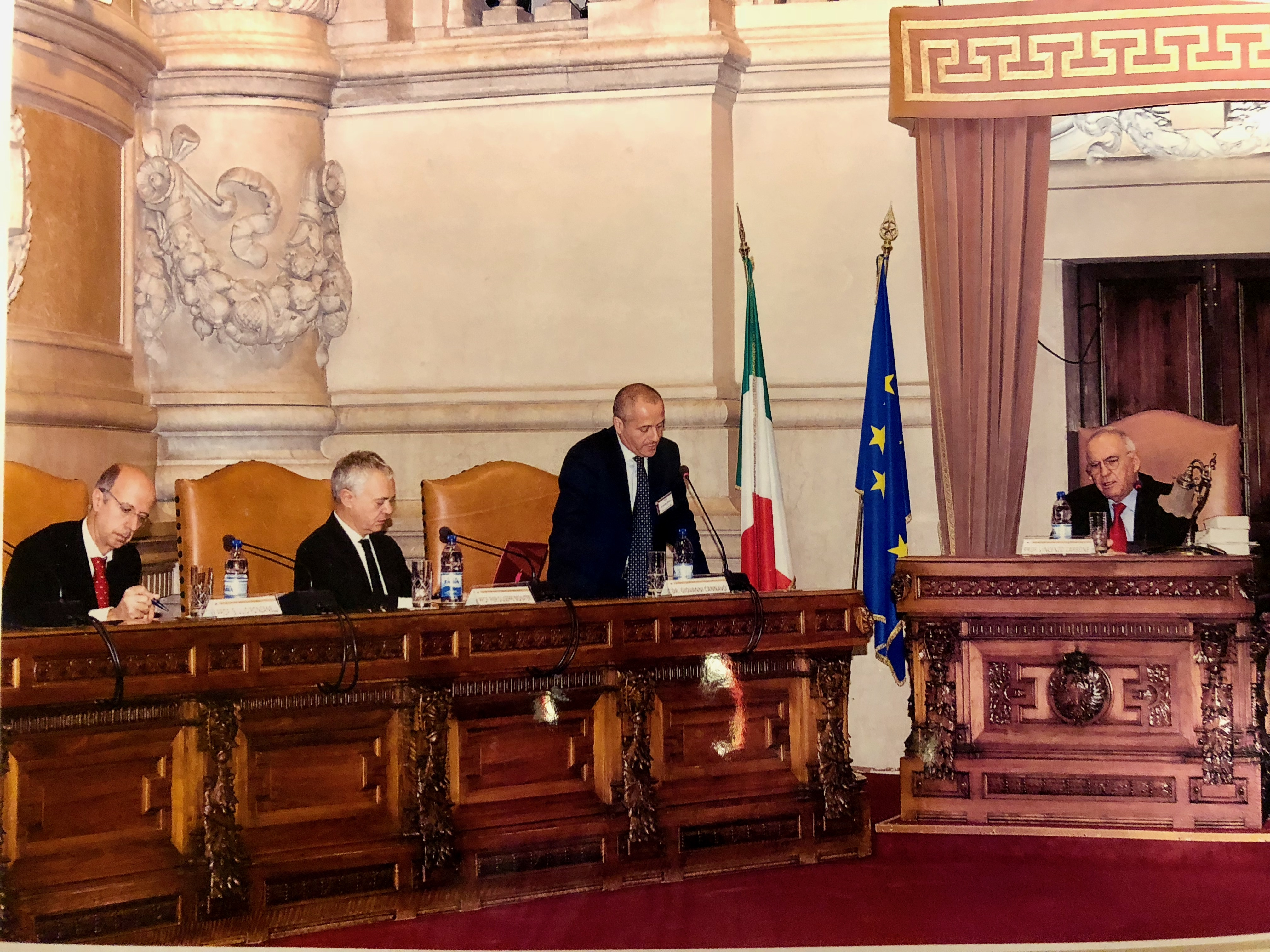
da sn: il prof. Ponzanelli, il prof. Monateri, il dr. Cannavò, il presidente Carbone